# アフタル・ムハンマド・マンスール
アフタル・ムハンマド・マンスール（パシュトー語: اختر محمد منصور Akhtar Mohammed Mansour、1965年頃 - 2016年5月20日/21日）は、アフガニスタンの政治家、イスラーム主義勢力ターリバーンの2代目最高指導者。イスハークザイ部族。
アフガニスタン南部カンダハール近郊出身のパシュトゥーン人。1996年から2001年まではターリバーン政権（アフガニスタン・イスラム首長国）において航空・観光相を務める。2015年7月30日、ターリバーンはムハンマド・オマルの死亡を認め、後継の最高指導者としてマンスールが就いたことを明らかにした。

## 生涯

### 出生
1968年にカンダハール州マイワンド地区のBand-i-Taimoor村で誕生日した。マンスールの家族はイスラームと勉学への探究心で地元では有名だったとされる。

### 幼年・青年期
マンスールは父親の指導の下、村のモスクでイスラーム教育を受け、7歳で地元の小学校に入学した。マンスールは勉学への探究心が高く、短期間で初等教育を修めた。その後、マンスールは中等教育を求めて家を出て、多数の有名なマドラサに入学した。マドラサでは優れた洞察力とイスラーム倫理により、同学年の人々の間で知的で敬虔な学生として評判が高かった。

### ムジャーヒディーンへ
1978年にアフガニスタン紛争が始まると、マンスールは10代半ばで教育課程の途中で、ムジャーヒディーンの1人としてソ連と共産主義政権に対するジハードを開始した。
1985年、マンスールはカンダハール州パンジャウイ郡でカリ・アズィズラという名の司令官の下でソ連軍と傀儡政権の軍と交戦した。この際ムハンマド・ハサン・アフンドもアズィズラ司令官の下で戦っていた。アズィズラ司令官の部隊はムハンマド・ナビ・ムハンマディ率いるイスラム革命運動と深い関係があった。アズィズラが殉教した後は、著名なムジャーヒディーン司令官ムハンマド・ユーヌス・ハーリスのイスラム党（ヘズブ・エ・イスラミ・ハーリス派）に所属した。
1987年、カンダハールのパンジャウイ郡でソ軍の駐屯地を直接襲撃した際、身体に16箇所も傷を負ったという。
1989年にソ連軍がアフガニスタンから撤退し、1992年に共産主義政府が倒れてからは、各地で軍閥化したムジャーヒディーン同士の内戦が勃発したものの、マンスールはいずれのグループへも属さず、戦わなかった。

### ターリバーン

#### 初期
1994年、ムハンマド・オマルが世直しを掲げてターリバーンを結成すると、マンスールはこれに参加した。破竹の勢いで拡大するターリバーンで、マンスールはカンダハール空港の局長、防空責任者となった。1996年にターリバーンがカーブルを攻略すると、マンスールは航空・観光大臣に任命された。マンスールは航空機を使用し、北部同盟と戦っていたアフガニスタン北部のターリバーン部隊に物資・人員輸送を行っていた。

#### 米軍侵攻後
米軍侵攻直後のマンスールの動向について複数の説がある。ターリバーンによると、2001年10月7日にアメリカを初めとする多国籍軍がアフガニスタンに侵攻すると、マンスールはムハンマド・オマルから最高指導評議会（ラフバリ・シューラ）のメンバー、カンダハール州におけるジハードの責任者に指名された。一方で、マンスールは米軍侵攻後に一度降伏したとする説もある。この説によると、マンスールは降伏しハーミド・カルザイに恩赦を求めてから故郷に引退したものの、米軍の夜襲を受け、パキスタンに退避して再びターリバーン司令官になった。
2007年、ターリバーンの副指導者ウバイドゥラー・アフンドが潜伏先でパキスタン軍によって逮捕された。ムハンマド・オマルはマンスールを、アブドゥル・ガニ・バラダルに次ぐ2番目の副指導者に指名した。
2010年2月8日、アブドゥル・ガニ・バラダルが逮捕されると、ムハンマド・オマルの代理人としてターリバーンを運営する副指導者はマンスール1人となった。

#### 最高指導者として
2013年4月、最高指導者のムハンマド・オマルが死亡した。しかしターリバーンの組織内においても2年以上にわたって本件は隠蔽され、「ムハンマド・オマル」は2015年半ばまで声明を出し続けた。
2015年6月、マンスールは指導者評議会の議長として、アフガニスタン紛争への関与を試みるISの最高指導者バグダーディー宛に「アフガニスタンや他のイスラーム諸国のジハード主義者を2つの陣営（イスラム首長国・アルカーイダ派とIS派）に分裂させようとしている」と非難した。2015年7月末、ターリバーンは声明で、オマルが2013年に死去していた事を明らかにし、同時に最高指導者にマンスールが就任した事を発表した。

### 暗殺
2016年5月21日、パキスタンとアフガニスタンの国境付近を車両で移動中、アメリカ軍の無人機による空爆を受け死亡したとされる。タリバン幹部のアブドル・ラウフは死亡日を5月20日としている。マンスールの死亡を受け、同25日、ハイバトゥラー・アクンザダが3代目の最高指導者に就任した。